# Мая Палавершич
Мая Палавершич (нар. 24 березня 1973) — колишня хорватська тенісистка.
Найвищу одиночну позицію світового рейтингу — 117 місце досягла 17 вересня 2001, парну — 109 місце — 22 липня 2002 року.
Здобула 6 одиночних та 5 парних титулів туру ITF.
Завершила кар'єру 2004 року.

## Фінали ITF
| турніри $75,000 |
| турніри $50,000 |
| турніри $25,000 |
| турніри $10,000 |

### Одиночний розряд: 10 (6–4)
| Результат | Ранг | Дата              | Турнір                           | Покриття  | Суперниця           | Рахунок       |
| --------- | ---- | ----------------- | -------------------------------- | --------- | ------------------- | ------------- |
| Поразка   | 1.   | 26 серпня 1991    | ITF Ронкіс, Італія               | Ґрунт     | Барбара Романо      | 2–6, 1–6      |
| Поразка   | 2.   | 21 жовтня 1991    | ITF Ліс, Швейцарія               | Тверде    | Наталі Чан          | 1–6, 3–6      |
| Поразка   | 1.   | 20 вересня 1993   | ITF Капуя, Італія                | Ґрунт     | Беттіна Фулько      | 6–2, 4–6, 4–6 |
| Перемога  | 2.   | 11 серпня 1996    | ITF Падеборн, Німеччина          | Ґрунт     | Зільке Франкль      | 6–1, 6–7, 6–3 |
| Перемога  | 3.   | 22 вересня 1996   | ITF Біоград, Хорватія            | Ґрунт     | Зузана Валекова     | 4–6, 6–2, 6–1 |
| Перемога  | 4.   | 14 вересня 1997   | ITF Шибеник, Хорватія            | Ґрунт     | Маріяна Ковачевич   | 6–2, 4–6, 6–2 |
| Поразка   | 5.   | 14 червня 1998    | ITF Камучія, Італія              | Ґрунт     | Алессія Ломбарді    | 2–6, 1–6      |
| Перемога  | 6.   | 3 вересня 2000    | ITF Мостар, Боснія і Герцеговина | Ґрунт     | Адріана Басарич     | 6–3, 7–5      |
| Перемога  | 7.   | 24 вересня 2000   | ITF Лечче, Італія                | Ґрунт     | Ленка Немечкова     | 6–2, 6–2      |
| Поразка   | 8.   | 13 травня 2001    | ITF Magli, Італія                | Ґрунт     | Анастасія Родіонова | 2–6, 4–6      |
| Поразка   | 9.   | 21 травня 2002    | ITF Турин, Італія                | Ґрунт     | Каталін Мароші      | 6–4, 1–6, 0–6 |
| Перемога  | 10.  | 10 листопада 2002 | ITF Вільнав-д'Орнон, Франція     | Ґрунт (i) | Капучін Руссо       | 6–2, 1–6, 6–4 |

### Парний розряд: 11 (5–6)
| Результат | Ранг | Дата           | Турнір                           | Покриття | Партнерка           | Суперниці                                       | Рахунок            |
| --------- | ---- | -------------- | -------------------------------- | -------- | ------------------- | ----------------------------------------------- | ------------------ |
| Поразка   | 1.   | 30 жовтня 1989 | ITF Мекнес, Марокко              | Ґрунт    | Надін Ерцегович     | Мерете Баллінґ-Стокман Пернілла Соренсен        | 1–6, 6–2, 4–6      |
| Поразка   | 2.   | 26 серпня 1991 | ITF Ронкіс, Італія               | Ґрунт    | Моніка Кратохвілова | Марція Гроссі Барбара Романо                    | 4–6, 5–7           |
| Перемога  | 3.   | 21 жовтня 1991 | ITF Ліс, Швейцарія               | Тверде   | Габріелла Боск'єро  | Мая Мурич Петра Рихтарич                        | 3–6, 6–1, 7–5      |
| Поразка   | 4.   | 27 квітня 1992 | ITF Риччоне, Італія              | Ґрунт    | Моніка Кратохвілова | Габріелла Боск'єро Петра Рацлавська             | 6–3, 3–6, 1–6      |
| Перемога  | 3.   | 21 червня 1998 | ITF Градо, Італія                | Ґрунт    | Маріяна Ковачевич   | Ваніна Казанова Андрея Ванк                     | 3–6, 6–3, 6–1      |
| Поразка   | 4.   | 18 червня 2000 | ITF Маунт-Плезант, США           | Тверде   | Джакелін Трейл      | Мелані-Енн Клейтон Надя Джонстон                | 6–4, 3–6, 2–6      |
| Перемога  | 5.   | 10 липня 2000  | ITF Гечо, Іспанія                | Ґрунт    | Алісія Ортуньйо     | Лурдес Домінгес Ліно Марія Хосе Мартінес Санчес | 6–1, 6–2           |
| Поразка   | 6.   | 31 липня 2000  | ITF Сен-Годан, Франція           | Ґрунт    | Естер Мольнар       | Светлана Кривенчева Олена Татаркова             | 6–3, 5–7, 3–6      |
| Перемога  | 7.   | 3 вересня 2000 | ITF Мостар, Боснія і Герцеговина | Ґрунт    | Маріяна Ковачевич   | Магдалена Маршалек Дар'я Панова                 | 6–2, 6–0           |
| Поразка   | 8.   | 8 жовтня 2000  | ITF Макарська, Хорватія          | Ґрунт    | Мая Матевжич        | Ева Мартінцова Алена Вашкова                    | 2–4, 1–4, 4–2, 2–4 |
| Поразка   | 9.   | 18 червня 2001 | ITF Марсель, Франція             | Ґрунт    | Каролін Денін       | Ліенн Бейкер Маніша Малхотра                    | 6–7(5–7), 2–6      |
| Перемога  | 10.  | 23 квітня 2002 | ITF Дотан, США                   | Ґрунт    | Фудзівара Ріка      | Саманта Рівз Джессіка Стек                      | 6–3, 6–0           |
| Поразка   | 11.  | 9 червня 2002  | ITF Казерта, Італія              | Ґрунт    | Марі-Ев Пеллетьє    | Еріка Краут Ванесса Менга                       | 4–6, 4–6           |